# John Bingham Roberts

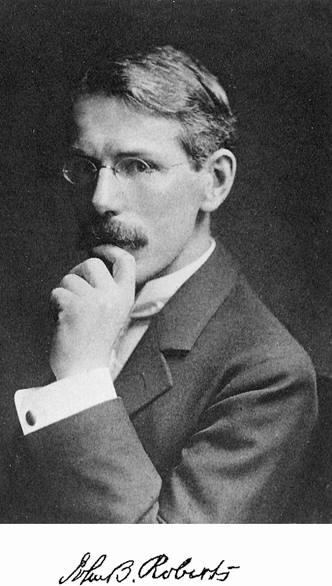
John Bingham Roberts

John Bingham Roberts (ur. 29 lutego 1852 w Filadelfii, zm. 28 listopada 1924 tamże) – amerykański chirurg.
John Bingham Roberts urodził się 29 lutego 1852 roku jako syn wydawcy Caleba Cresson Robertsa i Helen S. Bingham. Jego wuj R. J. Levis był chirurgiem plastycznym. Uczęszczał do Lawton School, w wieku 15 lat wstąpił na University of Pennsylvania. Ukończył Thomas Jefferson Medical College w 1874 roku.
W 1882 był jednym z założycieli Philadelphia Polyclinic and the College for Graduates of Medicine, gdzie wykładał chirurgię i anatomię. Od 1890 do 1900 był profesorem chirurgii w Women’s Medical College. W 1918 poliklinika stała się częścią University of Pennsylvania.
Jako chirurg plastyczny Roberts zajmował się przede wszystkim owrzodzeniami nosa, rozszczepami twarzy i urazami twarzoczaszki. Napisał podręcznik "War Surgery of the Face". Jako jeden z pierwszych dostrzegał możliwości neurochirurgii. Był prezydentem American Academy of Medicine i American Surgical Association.

## Wybrane prace
- Paracentesis of the pericardium: A consideration of the surgical treatment of pericardial effusions. J.B. Lippincott & co., 1880
- Thomas Bryant, John Bingham Roberts. A manual for the practice of surgery (3rd ed). H.C. Lea's son & co., 1881
- Surgical delusions and follies: A revision of the address in surgery for 1884 of the Medical society of the state of Pennsylvania. P. Blakiston, son & co., 1884
  - Reprint. BiblioBazaar, LLC, 2008 ISBN 0-559-76184-8
- The field and limitation of the operative surgery of the human brain. Philadelphia, Blakiston, 1885
- A manual of modern surgery. Philadelphia, 1890
  - 2nd edition 1899
- Notes on the modern treatment of fractures. Philadelphia, 1899
- Surgery of deformities of the face including cleft palate. New York, Wood 1912
- John Bingham Roberts, James Alphonsus Kelly. Treatise on fractures. Philadelphia, J.B. Lippincott, 1916
- Congenital clefts of the face. Annals of Surgery, Philadelphia 67, ss. 110-114 (1918)
- War surgery of the face : including cleft alate. New York, 1919